# 渡臺悲歌
渡臺悲歌（海陸腔：tu+  toi buiˋ goˋ、饒平腔：tuˋ toi biˇ goˇ），是一首描述客家人渡過臺灣海峽，並且在臺灣辛勤拓墾的詩歌。該詩歌的作者姓名，已是佚失，而詩歌的書寫語言，是客家語白話漢文。學者徐勝一、范明煥、韋煙灶，在出版於2015年的學術論文中推斷，它的作者，是清代陸豐河田彭瑞瀾的次子彭堯梅。

## 版本
學者黃菊芳表示，今日所見之〈渡臺悲歌〉，共有三個版本，均屬於手抄本。一是由黃榮洛於1986年所獲贈的版本，簡稱為「黃本」；二是由陳健銘於1991年前後所購買的版本，簡稱為「陳本」；三是由彭發勝於1938年所抄寫的版本，簡稱為「彭本」。黃本，是最早被發現的版本；陳本，是僅有160句的版本；彭本，是最完整的版本。黃菊芳，亦在黃榮洛、陳健銘、彭發勝的版本基礎上，提出自己的校定本。他的校定本，是以彭本為校勘的底本，來同黃本、陳本互校，其共是380句（2660字）。

黃本，是黃榮洛於1986年自新竹縣橫山鄉的藝品商人曾吉造處所取得的版本，其共是352句（2464字）。它亦於1989年同其它的地方文史資料一起出版成書。該書的書名，為《渡臺悲歌—臺灣的開拓與抗爭史話》。彭本，是彭發勝於其18歲時（1938年），從居住在今日之新竹縣竹北市的犁頭山下的鄰居彭統生處所借得的歌本來抄錄的版本，其共是376句（2632字）。同黃本相比較，它是多了24句（168字）。陳本，是陳健銘於1991年前後在臺北市光華商場的路邊攤上所購買的版本，其篇幅少，大約僅為黃本與彭本的三分之一而已。

## 研究
學者曾學奎認為，〈渡臺悲歌〉的作者或是傳唱者，極有可能是來自於廣東省潮州府的饒平客。不過，透過彭本與黃本的互校，學者黃菊芳則是認為，在該詩歌中所描述的各種情況，極有可能原本是反映了清代廣東省惠州府的客家先民的渡臺情況。該詩歌的作者的原鄉，是惠州府陸豐縣河田鎮。河田鎮的位置，是靠近長樂縣。作者的渡臺路線，可能是「家（陸豐河田）→橫流→潮州府→柘林港→臺灣」。

學者徐勝一、范明煥、韋煙灶，在出版於2015年10月的學術論文中，藉由一份訂立於嘉慶九年（1804年）的〈渡臺帶路切結書〉，來推斷〈渡臺悲歌〉與〈渡臺帶路切結書〉，實是「陸豐河田彭瑞瀾家族的渡臺歷史記錄」。他們認為，所謂之〈渡臺悲歌〉，是彭瑞瀾的次子——彭堯梅的「感時傷心的作品」。而該作品的最後修訂時間，約是於1835年左右。學者白偉權、韋煙灶、徐勝一，在出版於2019年9月的學術論文中認為，彭瑞瀾在1804年抵達臺灣之後，大約是於1808年至1810年代初期，即帶著長子彭堯松返回原鄉，而後再連同河田的兄弟彭瑞江、彭瑞德、彭瑞雲三人，一道前往當時之荷屬東印度群島謀生。

## 參閱
| - 饒平客家人 - 客家地區 | - 臺灣客家人 - 臺灣客家語 - 臺灣客家文化重點發展區 |

## 外部連結
- 《臺灣大百科全書．渡臺悲歌》 （页面存档备份，存于）